# Pablo Daniel Escobar
Pour les articles homonymes, voir Escobar.
Ne pas confondre avec le narcotrafiquant colombien Pablo Escobar.
Pablo Daniel Escobar Olivetti, dit Pablo Escobar,  né le 12 juillet 1978 à Asuncion au Paraguay, est un footballeur international bolivien jouant pour le club bolivien du The Strongest La Paz.
Il est également de nationalité paraguayenne, pays de ses origines.

## Biographie

### Carrière en équipe nationale
Le 15 août 2008, il est naturalisé bolivien.
Pablo Escobar joue son premier match en équipe nationale le 20 août 2008 lors d'un match amical contre le Panama (victoire 1-0). Le 2 septembre 2011, il marque son premier but en sélection lors d'un match amical contre le Pérou (2-2). 
Avec l'équipe de Bolivie, il participe à la Copa América 2015.
Au total, il compte 20 sélections et 3 buts en équipe de Bolivie depuis 2008.

## Palmarès

### En club
- Avec le Club Olimpia :
  - Champion du Paraguay en 1999

- Avec le The Strongest :
  - Champion de Bolivie en A. 2011, C. 2012, A. 2012 et A. 2013

### Distinctions personnelles
- Meilleur buteur du Championnat de Bolivie en C. 2004 (17 buts)

## Statistiques

### Buts en sélection
Le tableau suivant liste les résultats de tous les buts inscrits par Pablo Escobar avec l'équipe de Bolivie.